# Аджилум
Аджилум (фр. Adjiloum) — деревня в Чаде, расположенная на территории региона Канем. Входит в состав департамента Северный Канем.

## География
Деревня находится в западной части Чада, к северу от озера Чад, на высоте 314 метров над уровнем моря.
Аджилум расположен на расстоянии приблизительно 236 километров к северо-западу от столицы страны Нджамены.
Ближайшие населённые пункты: Йогоро, Риг-Риг, Да, Регаза, Геле-Мидинга, Сада, Догафолей.
Климат деревни характеризуется как аридный жаркий (BWh в классификации климатов Кёппена).

## Транспорт
Ближайший аэропорт расположен в городе Бол.